# Khia
Khia Chambers (* 8. November 1977 in Philadelphia, Pennsylvania als Khia Shamone Chambers), bekannt unter ihrem Künstlernamen Khia, ist eine US-amerikanische Rapperin und Musikproduzentin.

## Biografie
Zunächst ab 2001 beim Plattenlabel Artemis unter Vertrag, gründete sie im Juli 2006 ihr eigenes unabhängiges Label Thug Misses Entertainment, 2007 unterzeichnete sie zusätzlich einen Vertrag mit Big Cat Records, welchen sie im Juli 2008 wieder kündigte. Ihr Album Nasti Muzik erschien auf Big Cat Records. Bekannt wurde sie vor allem durch den Song My Neck, My Back (Lick It), der 2002 erschien und weltweit in die Charts einstieg. 2005 veröffentlichte Khia mit Sido den Track Badesong auf dem Album Numma Eyns von DJ Tomekk, der sich in den deutschen Charts platzierte.

## Kontroversen
Seit Mitte der 2000er befindet sich Khia in einem Beef mit Rapperin Trina, der sie den Titel „Königin der Südstaaten“ strittig machte. Im Jahr 2011 sorgte Khia für Aufsehen, als sie Sängerin Beyoncé beschuldigte, sich für ihr Musikvideo zu dem Song Party bei ihrer Single bedient zu haben. Im selben Jahr sind Streitigkeiten mit Rapperin Lil’ Kim dokumentiert.

## Diskografie

### Alben
- 2002: Thug Misses (Platz #33 Billboard 200, Platz #1 Heatseekers, Platz #1 Top Independent Albums)[6]
- 2006: Gangstress (Platz #67 US Top R&B/Hip-Hop Albums)[7]
- 2008: Nasti Muzik (Platz #66 US Top R&B/Hip-Hop Albums)
- 2012: Motor Mouf aka Khia Shamone
- 2014: Love Locs
- 2016: QueenDomCum

### Singles
- 2002: My Neck, My Back (Lick It) (Platz #12 US Hot Rap Tracks, Platz #20 US Hot R&B/Hip-Hop Singles & Tracks)[8]
- 2002: You My Girl
- 2006: Snatch the Cat Back
- 2006: For the Love Of Money
- 2008: What They To (featuring Gucci Mane)
- 2008: Be Yo Lady
- 2010: Been A Bad Girl
- 2014: You Deserve
- 2015: Yum Yum Sauce

### Gastbeiträge
- 2004: J.O.D.D. (mit Trick Daddy, auf Thug Matrimony: Married to the Streets)
- 2005: Imm Club (mit DJ Tomekk, auf Numma Eyns)
- 2005: Work (mit JT Money, auf Undeniable)
- 2006: So Excited (mit Janet Jackson, auf 20 Y.O.)
- 2007: Badesong (mit Sido, auf Eine Hand wäscht die Andere)
- 2008: What They Do (mit Gucci Mane, auf Trap-A-Thron)
- 2013: We Can’t Stop (Remix) (mit Miley Cyrus)

## Auszeichnungen für Musikverkäufe
| Goldene Schallplatte - Australien - 2002: für die Single My Neck, My Back (Lick It) |

Anmerkung: Auszeichnungen in Ländern aus den Charttabellen bzw. Chartboxen sind in ebendiesen zu finden.
| Land/RegionAuszeichnungen für Musikverkäufe (Land/Region, Auszeichnungen, Verkäufe, Quellen) | Silber  | Gold     | Platin | Verkäufe | Quellen     |
| -------------------------------------------------------------------------------------------- | ------- | -------- | ------ | -------- | ----------- |
| Australien (ARIA)                                                                            | —       | Gold1    | —      | 35.000   | aria.com.au |
| Vereinigte Staaten (RIAA)                                                                    | —       | Gold1    | —      | 500.000  | riaa.com    |
| Vereinigtes Königreich (BPI)                                                                 | Silber1 | —        | —      | 200.000  | bpi.co.uk   |
| Insgesamt                                                                                    | Silber1 | 2× Gold2 | —      |          |             |